# Osowo Gaj
Osowo Gaj – zlikwidowany przystanek osobowy w Osowie, w województwie zachodniopomorskim, w Polsce.